# The Best Yet
The Best Yet —en español: El mejor hasta ahora— es el primer álbum de grandes éxitos de la banda estadounidense Switchfoot. Fue lanzado el 4 de noviembre de 2008. El antiguo sello discográfico de la banda Columbia Records, fue el cerebro detrás de la liberación de la grabación, con la entrada de pesada en relación con la lista de pistas que viene directamente de la propia banda. "Queremos asegurarnos de si tiene nuestro nombre (que) es un producto que nos gusta", explicó el cantante Jon Foreman. "Así que estamos tratando de dirigir (Columbia) en la dirección correcta." Un listado de la pista provisional se anunció 20 de agosto de 2008, pero la cotización oficial pista tarde se anunció en los foros oficiales de la banda de Switchfoot el bajista Tim Foreman.

## Lista de canciones

### CD
| N.º | Título                           | Escritor(es)                       | Original álbum        | Duración |  |
| 1.  | «Dare You to Move»               | Jon Foreman                        | The Beautiful Letdown | 4:07     |  |
| 2.  | «Meant to Live»                  | Jon Foreman, Tim Foreman           | The Beautiful Letdown | 3:21     |  |
| 3.  | «Stars»                          | Jon Foreman                        | Nothing Is Sound      | 4:21     |  |
| 4.  | «Oh! Gravity.»                   | Jon Foreman, Tim Foreman           | Oh! Gravity.          | 2:32     |  |
| 5.  | «This Is Home» (The Radio Mix)   | Jon Foreman, Andy Dodd, Adam Watts | Inédito               | 3:54     |  |
| 6.  | «Learning to Breathe»            | Jon Foreman                        | Learning to Breathe   | 4:37     |  |
| 7.  | «Awakening»                      | Jon Foreman                        | Oh! Gravity.          | 4:11     |  |
| 8.  | «This Is Your Life»              | Jon Foreman                        | The Beautiful Letdown | 4:20     |  |
| 9.  | «On Fire»                        | Jon Foreman, Daniel Victor         | The Beautiful Letdown | 4:41     |  |
| 10. | «Only Hope»                      | Jon Foreman                        | New Way to Be Human   | 4:15     |  |
| 11. | «Dirty Second Hands»             | Jon Foreman, Todd Cooper           | Oh! Gravity.          | 3:18     |  |
| 12. | «Love Is the Movement»           | Jon Foreman                        | Learning to Breathe   | 5:13     |  |
| 13. | «Company Car»                    | Jon Foreman                        | New Way to Be Human   | 3:14     |  |
| 14. | «Lonely Nation»                  | Jon Foreman, Tim Foreman           | Nothing Is Sound      | 3:47     |  |
| 15. | «The Shadow Proves the Sunshine» | Jon Foreman                        | Nothing Is Sound      | 5:07     |  |
| 16. | «Concrete Girl»                  | Jon Foreman                        | The Legend of Chin    | 5:05     |  |
| 17. | «Twenty-Four»                    | Jon Foreman                        | The Beautiful Letdown | 4:53     |  |
| 18. | «The Beautiful Letdown»          | Jon Foreman                        | The Beautiful Letdown | 5:20     |  |

### Deluxe Edition Bonus DVD Videos
También hay una edición de lujo de "The Best Yet" que fue lanzado simultáneamente y cuenta con videos de toda la carrera de la banda. También cuenta con comentarios de audio separados en todo, con los miembros de la banda hablando de las canciones elegidas y los videos musicales elegidas.
1. "Dare You to Move"
2. "Meant to Live"
3. "Stars"
4. "Oh! Gravity"
5. "Awakening"
6. "We Are One Tonight"
7. "The Blues"
8. "Chem 6A"
9. "Company Car"
10. "New Way to be Human"
11. "You Already Take Me There"
12. "Happy is a Yuppie Word"
13. "Meant to Live" (Original)
14. "Dare You to Move" (Alternate)

## Tour Edition
Esta versión está disponible durante los shows de la banda. Cuenta con menos pistas que la edición normal, pero es mucho más barato. Además, se trata de una discbox deslizante en lugar de una caja de plástico.
1. "Dare You to Move"
2. "Meant to Live"
3. "This is Your Life"
4. "Oh! Gravity"
5. "This is Home"
6. "Learning to Breathe"
7. "Stars"
8. "On Fire"
9. "Only Hope"
10. "Awakening"
11. "The Beautiful Letdown"

## Posiciones
| Año  | Listas                         | Posición |
| ---- | ------------------------------ | -------- |
| 2008 | US Billboard 200               | #123     |
| 2008 | Billboard Comprehensive Albums | #141     |